# Ecnomus kinka
Ecnomus kinka là một loài Trichoptera trong họ Ecnomidae. Chúng phân bố ở miền Australasia.